# Hospital de Día Néstor Kirchner
El Hospital de Día Presidente Néstor Carlos Kirchner es un hospital de día público con especialidad en cirugías generales ambulatorias, perteneciente a la red de hospitales del Sistema Provincial de Salud (SIPROSA). Se encuentra ubicado en la calle Mendoza de la ciudad de San Miguel de Tucumán, Provincia de Tucumán, Argentina.

## Historia
Originalmente en la estructura del actual hospital funcionaba el Sanatorio ADOS (Asociación de Obras Sociales), el cual fue inaugurado el 14 de octubre de 1972 con un costo de ARL 550 000 000. Este sanatorio poseía 240 camas y estaba especializado en medicina y cirugías. En los años 80 cerró pero luego fue reabierto en los años 90 como Sanatorio Mediterráneo. Finalmente el 31 de enero de 1998 el nosocomio fue cerrado a las personas.
En el año 2006 el gobierno de la provincia de Tucumán adquiere el edificio del ex Sanatorio Ados para que sea convertido en un hospital público. Por ello en 2009 se anunció un acuerdo con el PAMI para que financie las obras del hospital con especialidades quirúrgicas a cambio de que sus prestadores utilicen las instalaciones públicas sanitarias de Tucumán y se realizó el concurso adjudicatario de la construcción y remodelación del hospital.
Así, en diciembre del 2009, comienzan las obras de refuncionalización del nosocomio las cuales se finalizaron en el año 2014 y fueron inauguradas el 30 de julio de ese año por el gobernador José Alperovich, el ministro de salud de Argentina Juan Manzur, el titular del Programa de Atención Médica Integral Luciano di Césare, el ministro de salud provincial Pablo Yedlin y distintos funcionarios provinciales y nacionales. Las obras tuvieron un costo final de ARS 67 000 000.

## Descripción
El Hospital ocupa una superficie de 10000 metros cuadrados siendo una estructura de dos bloques con un frente de vidrio que los unifica. En el subsuelo se hallan servicio de diagnóstico por imágenes, un laboratorio, servicios de esterilización, mantenimiento, un auditorio, una farmacia y el depósito del establecimiento hospitalario.
En la planta baja se ubican los dos accesos de entradas diferenciados para las personas en general y el restante para personal y servicios en general. Estos conducen al hall central y a la recepción e informes, administración, salas de esperas de pacientes, consultorios externos, cocina junto al comedor del personal, lavadero y una guardía con vigilancia permanentemente.
En la primera planta superior se ubica la unidad quirúrgica ambulatoria. Este lugar cuenta con cinco quirófanos, admisión, preanestesia, postquirúrgico, recuperación, sala de espera, consultorios, vestuarios para médicos, oficinas y estar para médicos, depósitos y sanitarios. En la segunda planta se encuentra la unidad odontológica, la cual posee 9 consultorios médicos, sistemas de diagnóstico por imágenes y cirugía maxilofacial, periodoncia, endodoncia y prótesis e implantes.
En la tercera planta superior se localiza la unidad de cuidados paliativos para adultos, en la cual se ubican 6 consultorios, 10 habitaciones de internación y aislamiento que también pueden funcionar como habitaciones de quimioterapia y terapia intensiva y el sector de acompañamiento familiar e intrafamiliar. En la cuarta planta superior se halla el laboratorio de epidemiología, bacteriología y micología; mientras en la quinta planta superior se ubica el laboratorio de virología y en la sexta planta se encuentran los laboratorios de parasitología, toxicología y patologías de alta complejidad.

## Especialidades[13][14]
El Hospital de día Néstor Kirchner posee distintas especialidades en su haber:
- Traumatología

- Otorrinolaringología

- Cirugía General

- Urología

- Ginecología

- Oftalmología

- Cirugía Plástica

- Oncología

- Cardiología

- Dermatología

- Clínica Médica

- Pediatría

- Salud Mental

- Obstetricia

- Cuidados Maternos-Infantiles

También se encuentran diferentes servicios como sistemas de diagnósticos por imágenes y laboratorios de toxicología, parasitología, epidemiología, bacteriología, micología y patologías de alta complejidad.